# 兵庫県道449号多賀相生線
兵庫県道449号多賀相生線（ひょうごけんどう449ごう たがあいおいせん）は、兵庫県佐用郡佐用町から相生市に至る一般県道である。

## 概要
佐用郡佐用町多賀から相生市若狭野町八洞に至る。

### 路線データ
- 起点：佐用郡佐用町多賀（岡山県道・兵庫県道368号吉永下徳久線交点）
- 終点：相生市若狭野町八洞（若狭野交差点、国道2号交点）
- 総延長：22.382 km

## 路線状況

### 重複区間
- 兵庫県道28号上郡末広線（赤穂郡上郡町野桑）
- 兵庫県道450号野桑有年停車場線（赤穂郡上郡町野桑）

## 地理

### 通過する自治体
- 佐用郡佐用町
- 赤穂郡上郡町
- 相生市

### 交差する道路
| 交差する道路                                                                   | 市町村名 | 市町村名 | 交差する場所         | 交差する場所        |
| ------------------------------------------------------------------------------ | -------- | -------- | -------------------- | ------------------- |
| 岡山県道・兵庫県道368号吉永下徳久線                                            | 佐用郡   | 佐用町   | 多賀                 | 起点                |
| 兵庫県道28号上郡末広線 重複区間起点                                            | 赤穂郡   | 上郡町   | 野桑                 |                     |
| 兵庫県道28号上郡末広線 重複区間終点 兵庫県道450号野桑有年停車場線 重複区間起点 | 赤穂郡   | 上郡町   | 野桑                 |                     |
| 兵庫県道450号野桑有年停車場線 重複区間終点                                     | 赤穂郡   | 上郡町   | 野桑                 |                     |
| 未供用区間                                                                     |          |          |                      |                     |
| 兵庫県道5号姫路上郡線                                                          | 相生市   | 相生市   | 矢野町小河（おうご） | 小河交差点          |
| 国道2号                                                                        | 相生市   | 相生市   | 若狭野町八洞         | 若狭野交差点 / 終点 |

### 沿線
- 相生市立矢野川中学校
- 相生市立若狭野小学校